# Kogiopsis
Kogiopsis — рід середньоміоценових китоподібних із родини Kogiidae. У когіопсіса були дуже довгі зуби, довжиною 3–12,7 см, без кореня. Ці зуби зустрічаються переважно у Флориді та Південній Кароліні. Крім зубів, когіопсис відомий насамперед за нижньощелепними кістками. Анатомія зубів і нижньої щелепи подібна до вимерлого роду кашалотів Orycterocetus.